# Verein für Leibesübungen Bochum 1848 1989-1990
Questa voce raccoglie le informazioni riguardanti il Verein für Leibesübungen Bochum 1848 nelle competizioni ufficiali della stagione 1989-1990.

## Stagione
Nella stagione 1989-1990 il Bochum, allenato da Reinhard Saftig, concluse il campionato di Bundesliga al 16º posto. In Coppa di Germania il Bochum fu eliminato al secondo turno dal 1. FC Pforzheim.

## Rosa
| N. |                        | Ruolo | Calciatore        |
| -- | ---------------------- | ----- | ----------------- |
|    | Germania (bandiera)    | P     | Andreas Wessels   |
|    | Germania (bandiera)    | P     | Ralf Zumdick      |
|    | Germania (bandiera)    | D     | Olaf Dressel      |
|    | Germania (bandiera)    | D     | Thomas Kempe      |
|    | Germania (bandiera)    | D     | Walter Oswald     |
|    | Paesi Bassi (bandiera) | D     | Rob Reekers       |
|    | Germania (bandiera)    | D     | Andreas Ridder    |
|    | Germania (bandiera)    | D     | Peter Zanter      |
|    | Germania (bandiera)    | C     | Frank Benatelli   |
|    | Germania (bandiera)    | C     | Dirk Eitzert      |
|    | Ungheria (bandiera)    | C     | László Farkasházy |
|    | Germania (bandiera)    | C     | Frank Heinemann   |

| N. |                     | Ruolo | Calciatore        |
| -- | ------------------- | ----- | ----------------- |
|    | Germania (bandiera) | C     | Michael Hubner    |
|    | Germania (bandiera) | C     | Thorsten Legat    |
|    | Germania (bandiera) | C     | Meinolf Mehls     |
|    | Germania (bandiera) | C     | Elard Ostermann   |
|    | Germania (bandiera) | C     | Michael Rzehaczek |
|    | Germania (bandiera) | C     | Dirk Sadowicz     |
|    | Germania (bandiera) | C     | Martin Slawinski  |
|    | Germania (bandiera) | C     | Uwe Wegmann       |
|    | Germania (bandiera) | A     | Andreas Jeschke   |
|    | Germania (bandiera) | A     | Stefan Kohn       |
|    | Germania (bandiera) | A     | Uwe Leifeld       |
|    | Germania (bandiera) | A     | Jupp Nehl         |

## Organigramma societario
Area tecnica
- Allenatore: Reinhard Saftig
- Allenatore in seconda: Gerd Bode
- Preparatore dei portieri:
- Preparatori atletici:

## Calciomercato

### Sessione estiva
| Acquisti | Acquisti        | Acquisti             | Acquisti |
| R.       | Nome            | da                   | Modalità |
| -------- | --------------- | -------------------- | -------- |
| C        | Dirk Eitzert    | SF Oestrich-Iserlohn |          |
| A        | Andreas Jeschke | Lubecca              |          |
| A        | Stefan Kohn     | Hannover 96          |          |
| C        | Elard Ostermann | TuS Hoisdorf         |          |
| D        | Gerrit Plomp    | Utrecht              |          |
| D        | Andreas Ridder  | Arminia Bielefeld    |          |
| C        | Uwe Wegmann     | Rot-Weiss Essen      |          |
| D        | Peter Zanter    | Hannover 96          |          |

| Cessioni | Cessioni          | Cessioni             | Cessioni |
| R.       | Nome              | a                    | Modalità |
| -------- | ----------------- | -------------------- | -------- |
| A        | Thomas Epp        | Saarbrücken          |          |
| A        | Thorsten Bolzek   | Fortuna Colonia      |          |
| C        | Andrzej Iwan      | Górnik Zabrze        |          |
| D        | Peter Jackisch    | Alemannia Aquisgrana |          |
| D        | Martin Kree       | Bayer Leverkusen     |          |
| C        | Dirk Riechmann    | Preußen Münster      |          |
| D        | Oliver Westerbeek | Homburg              |          |
| D        | Lothar Woelk      | Duisburg             |          |

### Sessione invernale
| Acquisti | Acquisti | Acquisti | Acquisti |
| R.       | Nome     | da       | Modalità |
| -------- | -------- | -------- | -------- |

| Cessioni | Cessioni     | Cessioni  | Cessioni |
| R.       | Nome         | a         | Modalità |
| -------- | ------------ | --------- | -------- |
| D        | Gerrit Plomp | Feyenoord |          |

## Risultati

### Bundesliga

#### Girone di andata
| Arbitro: | Schmidhuber |

|  |           |                 |
|  | Marcatori | 58’ (rig.) Rahn |

| Arbitro: | Dellwing |

|                                      |           |                          |
| Dais 5’ (rig.) Rudel 38’ Freiler 65’ | Marcatori | 8’ (rig.) Kohn 90’ Kempe |

| Arbitro: | Föckler |

|                                   |           |                |
| Wegmann 43’ Kempe 84’ Leifeld 88’ | Marcatori | 69’ von Heesen |

| Arbitro: | Barnick |

|                                            |           |  |
| Gründel 19’ Turowski 30’, 57’ Andersen 64’ | Marcatori |  |

| Arbitro: | Merk |

|                     |           |                  |
| Klotz 71’ Fuchs 78’ | Marcatori | 37’, 51’ Leifeld |

| Arbitro: | Umbach |

|                 |           |  |
| Leifeld 5’, 35’ | Marcatori |  |

| Arbitro: | Berg |

|                           |           |             |
| Fach 20’, 38’ Laudrup 46’ | Marcatori | 80’ Leifeld |

| Arbitro: | Fux |

|                      |           |  |
| Kohn 49’ Wegmann 77’ | Marcatori |  |

| Arbitro: | Heitmann |

|                                                         |           |                 |
| McInally 2’, 68’ Schwabl 19’ Oswald 71’ (aut.) Thon 73’ | Marcatori | 70’ (rig.) Kohn |

| Arbitro: | Albrecht |

|  |           |                  |
|  | Marcatori | 56’, 75’ Demandt |

| Arbitro: | Amerell |

|                      |           |  |
| Golke 14’ Knäbel 88’ | Marcatori |  |

| Bochum 7 ottobre 1989, ore 15:30 CET 12ª giornata | Bochum | 0 – 0 referto | Werder Brema | Ruhrstadion (10 500 spett.)\| Arbitro: \| Wittke \| |
| Arbitro:                                          | Wittke |               |              |                                                     |

| Arbitro: | Neuner |

|  |           |             |
|  | Marcatori | 61’ Reekers |

| Arbitro: | Werner |

|                                  |           |                          |
| Leifeld 14’ Wegmann 43’ Kohn 56’ | Marcatori | 63’, 85’ Türr 68’ Kristl |

| Arbitro: | Strigel |

|           |           |                         |
| Bruns 75’ | Marcatori | 22’ Leifeld 55’ Wegmann |

| Arbitro: | Scheuerer |

|          |           |  |
| Nehl 47’ | Marcatori |  |

| Arbitro: | Osmers |

|                                    |           |  |
| Schütterle 31’ Harforth 44’ (rig.) | Marcatori |  |

#### Girone di ritorno
| Arbitro: | Pauly |

|                     |           |  |
| Janßen 38’ Rudy 47’ | Marcatori |  |

| Arbitro: | Heitmann |

|                          |           |  |
| Kohn 33’ (rig.) Nehl 76’ | Marcatori |  |

| Arbitro: | Merk |

|              |           |                                             |
| Dammeier 80’ | Marcatori | 8’, 30’ Rzehaczek 13’ Benatelli 16’ Leifeld |

| Arbitro: | Dellwing |

|                        |           |                         |
| Nehl 49’ Rzehaczek 51’ | Marcatori | 15’ Andersen 27’ Körbel |

| Arbitro: | Föckler |

|           |           |                                   |
| Kempe 78’ | Marcatori | 43’ Krümpelmann 60’ (rig.) Baffoe |

| Arbitro: | Fröhlich |

|              |           |  |
| Schmäler 71’ | Marcatori |  |

| Arbitro: | Neuner |

|                          |           |                   |
| Rzehaczek 2’ Wegmann 19’ | Marcatori | 44’ (aut.) Ridder |

| Arbitro: | Amerell |

|                     |           |               |
| Lelle 75’ Kuntz 85’ | Marcatori | 13’ Rzehaczek |

| Bochum 24 marzo 1990, ore 15:30 CET 26ª giornata | Bochum | 0 – 0 referto | Bayern Monaco | Ruhrstadion (33 000 spett.)\| Arbitro: \| Harder \| |
| Arbitro:                                         | Harder |               |               |                                                     |

| Arbitro: | Weber |

|                      |           |                      |
| Feinbier 4’ Kree 61’ | Marcatori | 13’ (rig.) Rzehaczek |

| Arbitro: | Albrecht |

|                                  |           |                           |
| Kohn 37’ Legat 53’ Rzehaczek 60’ | Marcatori | 22’, 31’ Golke 42’ Knäbel |

| Arbitro: | Boos |

|            |           |            |
| Riedle 83’ | Marcatori | 30’ Ridder |

| Arbitro: | Barnick |

|               |           |                                    |
| Nehl 68’, 82’ | Marcatori | 20’ Breitzke 60’ Möller 70’ Helmer |

| Arbitro: | Wiesel |

|                                |           |               |
| Wirsching 22’ Philipkowski 86’ | Marcatori | 83’ Ostermann |

| Arbitro: | Heitmann |

|                        |           |                 |
| Wegmann 2’ Leifeld 34’ | Marcatori | 37’ Hochstätter |

| Arbitro: | Schmidhuber |

|                |           |  |
| Westerbeek 58’ | Marcatori |  |

| Arbitro: | Steinborn |

|                        |           |  |
| Rzehaczek 25’ Nehl 36’ | Marcatori |  |

### Coppa di Germania
| Arbitro: | Rubel |

|  |           |                  |
|  | Marcatori | 80’, 90’ Wegmann |

| Arbitro: | Kraus |

|               |           |  |
| Pfirrmann 77’ | Marcatori |  |

## Statistiche

### Statistiche di squadra
| Competizione      | Punti | In casa | In casa | In casa | In casa | In casa | In casa | In trasferta | In trasferta | In trasferta | In trasferta | In trasferta | In trasferta | Totale | Totale | Totale | Totale | Totale | Totale | DR |
| Competizione      | Punti | G       | V       | N       | P       | Gf      | Gs      | G            | V            | N            | P            | Gf           | Gs           | G      | V      | N      | P      | Gf     | Gs     | DR |
| ----------------- | ----- | ------- | ------- | ------- | ------- | ------- | ------- | ------------ | ------------ | ------------ | ------------ | ------------ | ------------ | ------ | ------ | ------ | ------ | ------ | ------ | -- |
| Bundesliga        | 29    | 17      | 8       | 5       | 4       | 27      | 19      | 17           | 3            | 2            | 12           | 17           | 34           | 34     | 11     | 7      | 16     | 44     | 53     | -9 |
| Coppa di Germania | -     | 0       | 0       | 0       | 0       | 0       | 0       | 2            | 1            | 0            | 1            | 2            | 1            | 2      | 1      | 0      | 1      | 2      | 1      | +1 |
| Totale            | 29    | 17      | 8       | 5       | 4       | 27      | 19      | 19           | 4            | 2            | 13           | 19           | 35           | 36     | 12     | 7      | 17     | 46     | 54     | -8 |

### Andamento in campionato
| Giornata  | 1  | 2  | 3  | 4  | 5  | 6  | 7  | 8  | 9  | 10 | 11 | 12 | 13 | 14 | 15 | 16 | 17 | 18 | 19 | 20 | 21 | 22 | 23 | 24 | 25 | 26 | 27 | 28 | 29 | 30 | 31 | 32 | 33 | 34 |
| --------- | -- | -- | -- | -- | -- | -- | -- | -- | -- | -- | -- | -- | -- | -- | -- | -- | -- | -- | -- | -- | -- | -- | -- | -- | -- | -- | -- | -- | -- | -- | -- | -- | -- | -- |
| Luogo     | C  | T  | C  | T  | T  | C  | T  | C  | T  | C  | T  | C  | T  | C  | T  | C  | T  | T  | C  | T  | C  | C  | T  | C  | T  | C  | T  | C  | T  | C  | T  | C  | T  | C  |
| Risultato | P  | P  | V  | P  | N  | V  | P  | V  | P  | P  | P  | N  | V  | N  | V  | V  | P  | P  | V  | V  | N  | P  | P  | V  | P  | N  | P  | N  | N  | P  | P  | V  | P  | V  |
| Posizione | 14 | 18 | 10 | 16 | 16 | 14 | 15 | 11 | 15 | 16 | 17 | 17 | 15 | 16 | 11 | 10 | 11 | 13 | 12 | 11 | 11 | 12 | 14 | 11 | 13 | 13 | 14 | 14 | 14 | 15 | 17 | 15 | 16 | 16 |

Legenda:

Luogo: C = Casa; T = Trasferta. Risultato: V = Vittoria; N = Pareggio; P = Sconfitta.

### Statistiche dei giocatori
| Giocatore     | Bundesliga | Bundesliga | Bundesliga  | Bundesliga | Relegation Bundesliga | Relegation Bundesliga | Relegation Bundesliga | Relegation Bundesliga | Coppa di Germania | Coppa di Germania | Coppa di Germania | Coppa di Germania | Totale   | Totale | Totale      | Totale     |
| Giocatore     | Presenze   | Reti       | Ammonizioni | Espulsioni | Presenze              | Reti                  | Ammonizioni           | Espulsioni            | Presenze          | Reti              | Ammonizioni       | Espulsioni        | Presenze | Reti   | Ammonizioni | Espulsioni |
| ------------- | ---------- | ---------- | ----------- | ---------- | --------------------- | --------------------- | --------------------- | --------------------- | ----------------- | ----------------- | ----------------- | ----------------- | -------- | ------ | ----------- | ---------- |
| F. Benatelli  | 28         | 1          | 3           | 0          | 0                     | 0                     | 0                     | 0                     | 2                 | 0                 | 0                 | 0                 | 30       | 1      | 3           | 0          |
| O. Dressel    | 21         | 0          | 4           | 0          | 2                     | 0                     | 0                     | 0                     | 0                 | 0                 | 0                 | 0                 | 23       | 0      | 4           | 0          |
| D. Eitzert    | 2          | 0          | 0           | 0          | 0                     | 0                     | 0                     | 0                     | 0                 | 0                 | 0                 | 0                 | 2        | 0      | 0           | 0          |
| T. Epp        | 2          | 0          | 0           | 0          | 0                     | 0                     | 0                     | 0                     | 0                 | 0                 | 0                 | 0                 | 2        | 0      | 0           | 0          |
| L. Farkasházy | 8          | 0          | 0           | 0          | 0                     | 0                     | 0                     | 0                     | 2                 | 0                 | 0                 | 0                 | 10       | 0      | 0           | 0          |
| F. Heinemann  | 20         | 0          | 3           | 1          | 1                     | 0                     | 0                     | 0                     | 1                 | 0                 | 1                 | 0                 | 22       | 0      | 4           | 1          |
| M. Hubner     | 12         | 0          | 1           | 0          | 2                     | 0                     | 0                     | 0                     | 0                 | 0                 | 0                 | 0                 | 14       | 0      | 1           | 0          |
| A. Jeschke    | 0          | 0          | 0           | 0          | 0                     | 0                     | 0                     | 0                     | 0                 | 0                 | 0                 | 0                 | 0        | 0      | 0           | 0          |
| T. Kempe      | 30         | 3          | 4           | 0          | 2                     | 0                     | 0                     | 0                     | 1                 | 0                 | 0                 | 0                 | 33       | 3      | 4           | 0          |
| S. Kohn       | 29         | 6          | 2           | 0          | 0                     | 0                     | 0                     | 0                     | 2                 | 0                 | 0                 | 0                 | 31       | 6      | 2           | 0          |
| T. Legat      | 28         | 1          | 1           | 0          | 2                     | 1                     | 0                     | 0                     | 2                 | 0                 | 0                 | 0                 | 32       | 2      | 1           | 0          |
| U. Leifeld    | 30         | 10         | 5           | 0          | 2                     | 1                     | 0                     | 0                     | 2                 | 0                 | 0                 | 0                 | 34       | 11     | 5           | 0          |
| M. Mehls      | 1          | 0          | 1           | 0          | 0                     | 0                     | 0                     | 0                     | 0                 | 0                 | 0                 | 0                 | 1        | 0      | 1           | 0          |
| J. Nehl       | 26         | 6          | 4           | 0          | 2                     | 0                     | 0                     | 0                     | 1                 | 0                 | 0                 | 0                 | 29       | 6      | 4           | 0          |
| E. Ostermann  | 21         | 1          | 0           | 0          | 1                     | 0                     | 0                     | 0                     | 2                 | 0                 | 0                 | 0                 | 24       | 1      | 0           | 0          |
| W. Oswald     | 21         | 0          | 5           | 1          | 2                     | 0                     | 0                     | 0                     | 0                 | 0                 | 0                 | 0                 | 23       | 0      | 5           | 1          |
| G. Plomp      | 10         | 0          | 0           | 0          | 0                     | 0                     | 0                     | 0                     | 1                 | 0                 | 1                 | 0                 | 11       | 0      | 1           | 0          |
| R. Reekers    | 31         | 1          | 2           | 1          | 2                     | 0                     | 0                     | 0                     | 2                 | 0                 | 0                 | 0                 | 35       | 1      | 2           | 1          |
| A. Ridder     | 8          | 1          | 0           | 1          | 2                     | 0                     | 1                     | 0                     | 1                 | 0                 | 0                 | 0                 | 11       | 1      | 1           | 1          |
| M. Rzehaczek  | 32         | 8          | 3           | 0          | 2                     | 0                     | 0                     | 0                     | 2                 | 0                 | 1                 | 0                 | 36       | 8      | 4           | 0          |
| D. Sadowicz   | 1          | 0          | 0           | 0          | 0                     | 0                     | 0                     | 0                     | 0                 | 0                 | 0                 | 0                 | 1        | 0      | 0           | 0          |
| M. Slawinski  | 0          | 0          | 0           | 0          | 0                     | 0                     | 0                     | 0                     | 0                 | 0                 | 0                 | 0                 | 0        | 0      | 0           | 0          |
| U. Wegmann    | 31         | 6          | 7           | 0          | 2                     | 0                     | 0                     | 0                     | 2                 | 2                 | 1                 | 0                 | 35       | 8      | 8           | 0          |
| A. Wessels    | 17         | 0          | 0           | 0          | 2                     | 0                     | 0                     | 0                     | 0                 | 0                 | 0                 | 0                 | 19       | 0      | 0           | 0          |
| P. Zanter     | 10         | 0          | 2           | 0          | 0                     | 0                     | 0                     | 0                     | 1                 | 0                 | 1                 | 0                 | 11       | 0      | 3           | 0          |
| R. Zumdick    | 17         | 0          | 0           | 0          | 0                     | 0                     | 0                     | 0                     | 2                 | 0                 | 0                 | 0                 | 19       | 0      | 0           | 0          |